# CommaFeed
CommaFeed è un lettore di feed gratuito e open source. È un'applicazione web che può essere inserita su un server web o utilizzata tramite commafeed.com . Ha un design responsivo che supporta contemporaneamente desktop, tablet e browser mobile.